# Malamarismo (álbum)
Malamarismo es el tercer álbum de estudio de la cantante de hip hop en español La Mala Rodríguez. Fue lanzado el 1 de enero de 2007.
Este ha sido uno de los álbumes más influyentes en su carrera artística. En la grabación del mismo participaron artistas como Tego Calderón, Julieta Venegas y Mahoma. La Mala en este álbum siguió hablando sobre contenidos sociales como las drogas y el amor. “Mírame a los ojos sí me quieres matar. Nananai...yo no te voy a dejar!!” repite una y otra vez la Mala Rodríguez en su canción “Nanai” en la que, además, da cuenta del machismo como un velo cultural, no natural: “Una mentalidad con el miedo arraigao con la gente con complejos suficientes pa' parar un tren, pa' para un avión y tó lo que haga frente al desalojo de la mente”.
Fue nominada en el 2007 Latin Grammy Awards en la categoría Mejor Álbum Urbano.[cita requerida]

## Lista de canciones
1. Volveré - 4:00
2. Te convierto (con Raimundo Amador) - 3:26
3. Nanai - 2:20
4. Caída libre - 3:30
5. Menos Tú - 2:27
6. Tiempo pa pensá (con Julieta Venegas) - 4:30
7. Toca Toca - 3:06
8. Enfermo (con Tego Calderón) - 3:30
9. La Loca - 3:54
10. Miedo (con Mahoma) - 2:55
11. Memorias del Futuro - 3:30
12. Jura y Gana - 2:56
13. Déjame entra - 4:42
14. Por La Noche - 3:45